# Hauptstrasse 6
Die Hauptstrasse 6 ist eine Hauptstrasse in der Schweiz.
Diese Strasse führt von Boncourt im Kanton Jura aus durch den Jura und das Berner Mittelland ins Berner Oberland und über den Grimselpass nach Gletsch im Kanton Wallis.
Die Hauptstrasse hat auf vielen Abschnitten für den motorisierten Individualverkehr nur noch eine untergeordnete Bedeutung, da der Transitverkehr auf dem Abschnitt bis Meiringen vorwiegend die Transjurane A16 und die Autobahn A6 nutzt. Auf den Reststücken dort und in den übrigen Abschnitten verläuft der Verkehr auf der Hauptstrasse 6. Zwischen Biel und La Heutte ist die Hauptstrasse vierspurig ausgebaut. Sie ist dort die einzige Strasse, die für Radfahrer und den landwirtschaftlichen Verkehr freigegeben ist, stellt aber ausserdem die Verbindung zwischen zwei Abschnitten der A16 dar.

## Verlauf
Die Strasse beginnt in Boncourt bei der Anschlussstelle 1 Boncourt der A16. Sie führt im Kanton Jura der Allaine entlang nach Pruntrut und weiter in die Jurahauptstadt Delsberg im Birstal. Nach der Durchquerung der Schlucht von Moutier führt die Hauptstrasse von Moutier im Berner Jura aus über den Pass Col de Pierre Pertuis in das Einzugsgebiet der Aare und durch die Taubenlochschlucht nach Biel/Bienne.
Im Mittelland führt sie über Lyss nach Bern und durch das Aaretal nach Thun. Die Strasse verläuft südlich des Thunersees nach Interlaken und nördlich des Brienzersee weiter nach Brienz und dann im Haslital nach Meiringen.
Von dort an führt die Hauptstrasse 6 als Alpenpassstrasse zum Grimselpass auf 2165 m ü. M. hinauf und erreicht den Kanton Wallis. Südlich des Passes mündet die Strasse in Gletsch in die Hauptstrasse 19, die durch das Rhonetal zum Furkapass gelangt.
Die Gesamtlänge dieser überwiegend nicht-richtungsgetrennten Durchgangsstrasse beträgt rund 251 Kilometer.